# Trần Dụ Châu
Trần Dụ Châu (1906-1950) là cựu Đại tá Quân đội Nhân dân Việt Nam, cựu Cục trưởng Cục Quân nhu (tiền thân của Tổng cục Cung cấp, nay là Tổng cục Hậu cần, Quân đội nhân dân Việt Nam), đã bị xử tử hình trong vụ án tham nhũng nổi tiếng năm 1950 trong Chiến tranh Đông Dương. Ông là người theo Phật giáo

## Tiểu sử
Trần Dụ Châu sinh năm 1906 tại Nghệ An.
Năm 1930, ông làm Thư ký cho Tòa sứ Pháp, viết bài cho báo Thanh – Nghệ – Tĩnh.
Năm 1932, Trần Dụ Châu làm nhân viên Quận Hỏa xa Bắc Trung Kỳ. Tháng 3 năm 1945 làm Trưởng phòng Kế toán Quận Hỏa xa Bắc Trung Kỳ.
Năm 1944, Trần Dụ Châu được kết nạp Đảng Cộng sản Đông Dương.
Năm 1945, sau Cách mạng Tháng Tám, Trần Dụ Châu hoạt động trong Ủy ban Công sở, Nha Hỏa xa Việt Nam và Hội Công nhân Cứu quốc Hỏa xa. Ngày Toàn quốc kháng chiến, ra miền Bắc, Châu được giao việc tổ chức một kho hàng lớn hàng ngàn tấn gạo, muối ở Vân Đình, Hà Đông, đưa lên Việt Bắc cho Quân đội nhân dân Việt Nam. Trần Dụ Châu đã hiến cho Chính phủ Việt Nam Dân chủ Cộng hoà một phần tài sản của cá nhân.
Từ 1946, Trần Dụ Châu làm Giám đốc Nha Quân nhu Quân đội nhân dân Việt Nam.
Ngày 19 tháng 3 năm 1947, Châu được Chủ tịch Hồ Chí Minh cử giữ chức Cục trưởng Cục Quân nhu, Bộ Quốc phòng. Tháng 7-1950 được phong hàm Đại tá, Cục trưởng Cục Quân trang Tổng cục Cung cấp. Trong quá trình làm việc do có hành vi tham nhũng quân nhu nên bị Cục trưởng Cục Quân pháp Phạm Trinh Cán bắt giam điều tra và đưa ra truy tố trước Tòa án binh.
Ngày 5 tháng 9 năm 1950, tại thị xã Thái Nguyên, Trần Dụ Châu bị kết án tử hình tại phiên tòa đặc biệt xử vụ tham nhũng của Tòa án binh Tối cao. Châu bị tước quân hàm Đại tá và khai trừ ra khỏi Đảng ngay tại phiên tòa. Ngày 6 tháng 9 năm 1950, Trần Dụ Châu bị thi hành án bằng xử bắn tại Thái Nguyên.

## Diễn biến vụ án Trần Dụ Châu
Ngày 5 tháng 9 năm 1950, ở thị xã Thái Nguyên - Thủ đô kháng chiến, Tòa án binh tối cao đã mở phiên tòa đặc biệt, xét xử vụ án đặc biệt. Thiếu tướng Chu Văn Tấn ngồi ghế Chánh án cùng 2 Hội thẩm viên là ông Phạm Ngọc Hải, Giám đốc Tư pháp Liên khu Việt Bắc và ông Trần Tấn, Phó Cục trưởng Cục Quân nhu, Thiếu tướng Trần Tử Bình ngồi ghế Công cáo ủy viên (Viện Kiểm sát bây giờ) và nhiều cán bộ cao cấp của Đảng, chính quyền, quân đội, nhân dân địa phương đến dự. Có 03 bị cáo hầu tòa là nguyên Đại tá, Cục trưởng Cục Quân nhu Trần Dụ Châu và đồng phạm can tội: “Biển thủ công quỹ, nhận hối lộ, phá hoại công cuộc kháng chiến” bị đưa ra trước vành móng ngựa.
Vụ án được phát hiện từ bức thư của nhà thơ Đoàn Phú Tứ, đại biểu Quốc hội gửi lên Chủ tịch Hồ Chí Minh. Nội dung bức thư như sau:
“Gần đây, Đại tá Cục trưởng Cục Quân nhu Trần Dụ Châu đã gây nhiều dư luận bất bình trong anh em quân đội, Châu đã dùng quyền lực “ban phát” ăn mặc, nên Châu đã giở trò ăn cắp công quỹ, cứ mỗi cái màn cấp cho bộ đội Châu ăn bớt 2 tấc vải xô, nên cứ ngồi lên là đầu chạm đỉnh màn. Còn áo trấn thủ, Châu ăn cắp bông lót rồi độn bao tải vào, nhiều người biết đấy nhưng không dám ho he.
Cháu và 1 Đoàn nhà văn đi thăm bộ đội vừa đi chiến đấu trở về, cháu đã khóc nấc lên khi thấy thương binh thiếu thuốc men, bông băng, hầu như hết chiến sỹ đều rách rưới, võ vàng vì đói rét, chỉ còn mắt với răng mà mùa đông rét buốt ở chiến khu lạnh lắm, lạnh tới mức nước đóng băng. Cháu được Trần Dụ Châu mời dự tiệc cưới của cán bộ dưới quyền tổ chức ngay ở chiến khu.
Trên những dãy bàn dài tít tắp xếp kín chim quay, gà tần, vây bóng, giò chả, nấm hương, thịt bò thui, rượu tây, cốc thủy tinh sáng choang, thuốc lá thơm hảo hạng, hoa Ngọc Hà dưới Hà Nội cũng kịp đưa lên, ban nhạc “Cảnh Thân” được mời từ Khu Ba lên tấu nhạc réo rắt, Trần Dụ Châu mặc quân phục Đại tá cưỡi ngựa hồng, súng lục “côn bát” đến dự.
Trần Dụ Châu ngạo mạn, mời nhà thơ Đoàn Phú Tứ đọc thơ mừng hôn lễ. Với lòng tự trọng của mình (đương kim là đại biểu Quốc hội), nhà thơ đã thẳng thắn, dũng cảm xuất khẩu thành thơ:
Bữa tiệc cưới của chúng ta sắp chén đẫy hôm nay,
Được dọn bằng xương máu của các chiến sĩ.
Sau khi nhà thơ vừa dứt lời, một vệ sĩ của Châu đã tát vào mặt nhà thơ, quát to: “Nói láo”. Nhà thơ tức tối bỏ ra ngoài và viết thư tố cáo lên Chủ tịch Hồ Chí Minh.
Chủ tịch Hồ Chí Minh đã trao bức thư của nhà thơ cho Thiếu tướng Trần Tử Bình đang là Phó Bí thư Quân ủy Trung ương, Phó Tổng Thanh tra Quân đội, Người nói: “Đây là bức thư của một nhà thơ gửi cho Bác, Bác đã đọc kỹ lá thư và rất đau lòng”, rồi Bác giao cho Thiếu tướng chỉ đạo điều tra làm rõ vụ việc để xử lý.
Công tác thanh tra vụ tiêu cực ở Cục Quân nhu được tiến hành khẩn trương, thu thập đủ tài liệu chứng cứ từ Khu Bốn, Khu Ba gửi lên. Kết quả điều tra cho thấy Trần Dụ Châu là một kẻ gian hùng, trác táng.
Trần Dụ Châu đã bị Tòa án binh tối cao phạt án tử hình, đồng thời bị tước danh hiệu quân nhân, tước quân hàm Đại tá theo công lệnh của Đại tướng Võ Nguyên Giáp, 2 đồng bọn của Châu, mỗi tên bị phạt án tù 10 năm.
Trần Dụ Châu gửi đơn ân giảm án tử hình lên Chủ tịch Hồ Chí Minh. Bác đã ký quyết định bác đơn xin ân giảm án tử hình của Trần Dụ Châu.
Ngày 5 tháng 9 năm 1950, Chánh án Tòa án binh tối cao tuyên án: Bị cáo Trần Dụ Châu tội biển thủ công quỹ, nhận hối lộ, phá hoại công cuộc kháng chiến: tử hình; tịch thu 3/4 tài sản.
Một ngày sau, ngày 6 tháng 9 năm 1950, Trần Dụ Châu bị thi hành án tử hình bằng hình thức xử bắn tại Thái Nguyên.

## Trong văn hóa
Những vụ việc liên quan đến vụ án Trần Dụ Châu là cảm hứng để nhà báo Duy Thái viết hồi ký "Một đám cưới năm 1950". Vở kịch Đêm trắng của tác giả Lưu Quang Hà cũng được xây dựng phỏng theo câu chuyện này. Trần Dụ Châu là nguyên mẫu của nhân vật Hoàng Trọng Vinh hình tượng chính trong vở kịch.